# 토르소스시

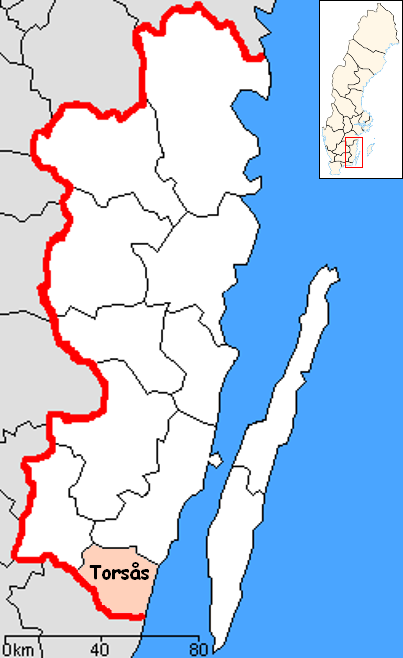
토르소스 시의 위치

토르소스시(스웨덴어: Torsås kommun)는 스웨덴 칼마르주에 위치한 지방 자치체로 행정 중심지는 토르소스이며 면적은 605.23km2, 인구는 7,063명(2016년 12월 31일 기준), 인구 밀도는 12명/km2이다.

시 문장